# Spuitgat

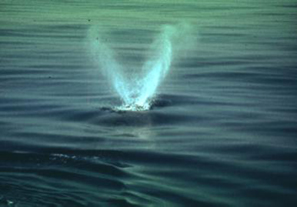
Een noordkaper ademt uit

Een spuitgat of spiraculum is een opening bovenaan het hoofd van een walvis waardoor deze dieren ademen. Dit is vergelijkbaar met de neusgaten van andere zoogdieren. Oorspronkelijk zaten deze gaten ook vooraan de kop bij walvissen, maar geleidelijk aan evolueerden ze naar hun huidige positie. Door een spuitgat wordt niet alleen lucht uitgeademd, maar ook slijm en vocht.

## Evolutie
Het neusgat evolueerde van vooraan de kop, aan de neus, tot bovenaan de kop. Zo kunnen walvissen ademhalen zonder nog langer hun snuit uit het water te moeten steken. In de embryonale fase van een walvis bevindt de neusopening zich nog steeds vooraan de neus, zoals bij landzoogdieren, maar naarmate het embryo zich ontwikkelt, verschuift de opening meer naar de top van de kop.

## Ademen
Typisch voor walvissen is dat wanneer ze naar het wateroppervlak komen om uit te ademen en de lucht krachtig uit het spuitgat stuwen, er een pluim van gecondenseerde waterdamp ontstaat. Deze witte pluim, waarvan de vorm vergelijkbaar is met een fontein of geiser, kan ook gedeeltelijk veroorzaakt worden door water dat boven het spuitgat zit.
De spuitgaten worden bedekt door gespierde kleppen die water tegenhouden wanneer de walvis onder water zwemt. In ontspannen toestand bedekt de flap het spuitgat. Het spuitgat leidt naar de luchtpijp van de walvis en vervolgens naar de longen. In tegenstelling tot de meeste andere zoogdieren kunnen walvissen niet ademen door hun mond. Hun luchtpijp is echter verbonden met hun blaasgat; walvissen kunnen zo hun mond open doen onder water zonder te verdrinken.
De meeste walvissen kunnen hun adem 7-30 minuten inhouden, potvissen zelfs tot wel 2 uur. Gewoonlijk ademen ze 1 tot 2 keer per minuut wanneer ze reizen (mensen 15 tot 18 keer) en een ademteug duurt 1/2 seconde. Bij elke uitademing persen ze met een grote kracht bijna 90% van alle oude/gebruikte lucht uit hun longen (mensen slechts ongeveer 12-18%).

## Eigenschappen

### Een of twee spuitgaten
Baleinwalvissen hebben twee naast elkaar geplaatste spuitgaten, tandwalvissen slechts een. Dit komt doordat de meeste zoogdieren twee neusgaten hebben (blaasgat equivalenten), maar een van de neusgaten (lucht-passages) van tandwalvissen geëvolueerd is naar hun echolocatie-systeem, waardoor ze nu maar één blaasgat hebben.

### Vorm van het spuitgat en pluim
De baleinwalvissen hebben een verticale pluim. De pluim van noordkapers en de Groenlandse walvissen zijn V-vormig en kunnen wel 5 m hoog reiken. Bultruggen hebben een borstelig spuitgat en spuiten een bossige en hartvormige pluim tot 3,5 m hoog, gewone vinvissen hebben een lange, dunne pluim, de blauwe vinvis spuit tot wel 12 m hoog. Tandwalvissen hebben maar één blaasgat, zo is het blaasgat van de potvis aan de linkerkant van de kop geplaatst en blaast hij in een hoek van 45 graden.

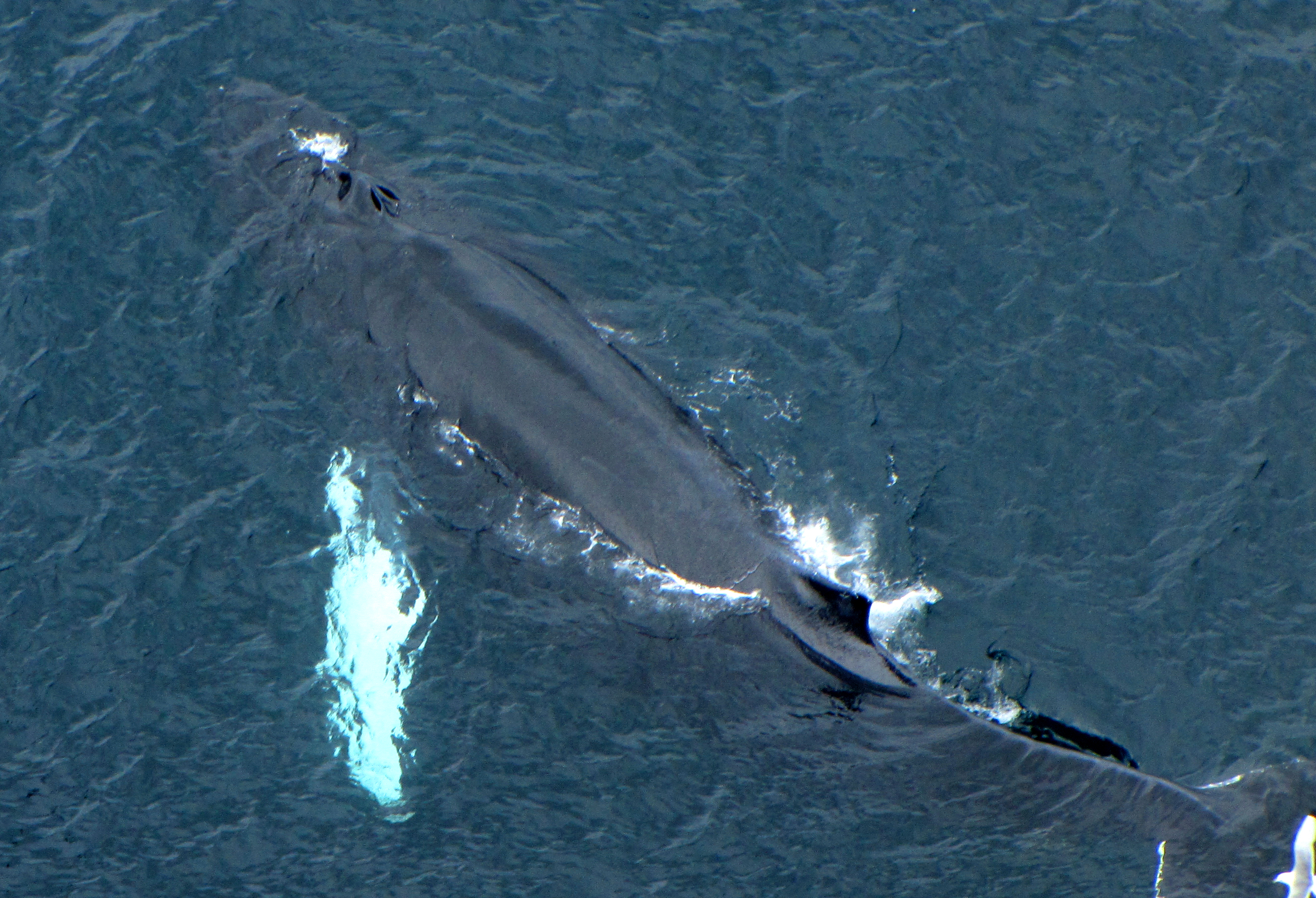
Een bultrug komt aan het wateroppervlak
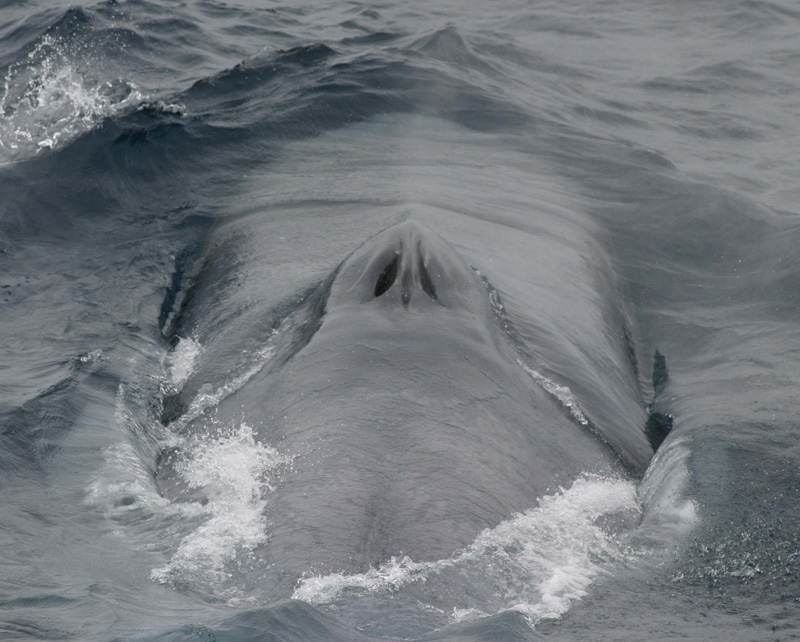
De twee spuitgaten van een blauwe vinvis
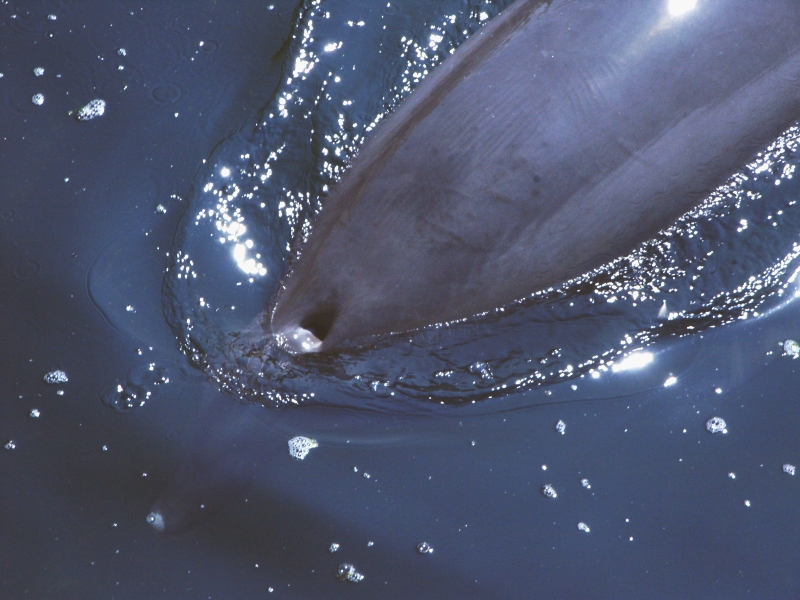
Een tuimelaar heeft één spuitgat
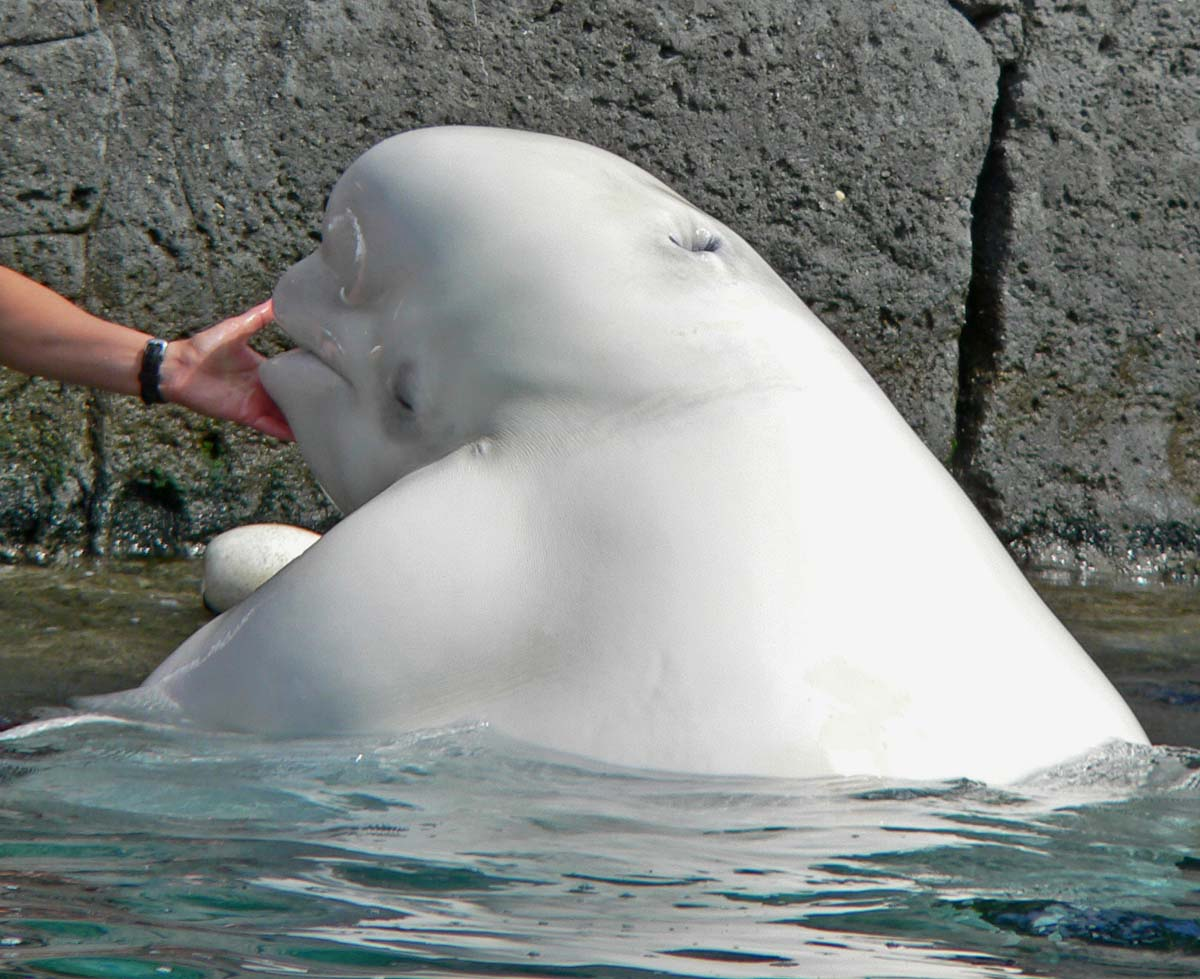
Het spuitgat van een beloega

## Geluid
Walvissen kunnen geluid maken door luchtzakjes net onder het blaasgat voor communicatie en (voor die soorten die in staat zijn) echolocatie. Deze luchtzakken zijn gevuld met lucht, die vervolgens weer wordt vrijgegeven om geluid te produceren in een vergelijkbare wijze bij lucht uit een ballon.